# Следы (Тывровский район)
Следы (укр. Сліди) — село на Украине, находится в Тывровском районе Винницкой области.
Код КОАТУУ — 0524585701. Население по переписи 2001 года составляет 789 человек. Почтовый индекс — 23346. Телефонный код — 4355.
Занимает площадь 21 км².

## Адрес местного совета
23346, Винницкая область, Тывровский р-н, с. Следы, ул. Коцюбинского, 10